# Liste der Mitglieder der 20. Knesset
Die Mitglieder der 20. Knesset wurden am  17. März 2015 gewählt und am 31. März 2015 vereidigt.

## Mitglieder der Knesset
| Partei                         | Name                    |
| ------------------------------ | ----------------------- |
| Likud (30)                     | Benjamin Netanjahu      |
| Likud (30)                     | Gilad Erdan             |
| Likud (30)                     | Juli-Joel Edelstein     |
| Likud (30)                     | Israel Katz             |
| Likud (30)                     | Miri Regev              |
| Likud (30)                     | Silvan Schalom          |
| Likud (30)                     | Mosche Jaalon           |
| Likud (30)                     | Ze’ev Elkin             |
| Likud (30)                     | Danny Danon             |
| Likud (30)                     | Yariv Levin             |
| Likud (30)                     | Benny Begin             |
| Likud (30)                     | Zachi Ha-Negbi          |
| Likud (30)                     | Yuval Steinitz          |
| Likud (30)                     | Gila Gamliel            |
| Likud (30)                     | Ofir Akunis             |
| Likud (30)                     | David Bitan             |
| Likud (30)                     | Haim Katz               |
| Likud (30)                     | Yariv Levin             |
| Likud (30)                     | Yoav Kisch              |
| Likud (30)                     | Tzipi Hotovely          |
| Likud (30)                     | David Amsalem           |
| Likud (30)                     | Miki Zohar              |
| Likud (30)                     | Anat Berko              |
| Likud (30)                     | Hiob Kara               |
| Likud (30)                     | Nava Boker              |
| Likud (30)                     | Avi Dichter             |
| Likud (30)                     | Avraham Neguise         |
| Likud (30)                     | Nurit Koren             |
| Likud (30)                     | Jaron Mazuz             |
| Likud (30)                     | Oren Hazan              |
| Zionistische Union (24)        | Jitzchak Herzog         |
| Zionistische Union (24)        | Tzipi Livni             |
| Zionistische Union (24)        | Shelly Yachimovich      |
| Zionistische Union (24)        | Stav Shaffir            |
| Zionistische Union (24)        | Itzik Shmuli            |
| Zionistische Union (24)        | Omer Bar-Lev            |
| Zionistische Union (24)        | Yehiel Bar              |
| Zionistische Union (24)        | Amir Peretz             |
| Zionistische Union (24)        | Merav Michaeli          |
| Zionistische Union (24)        | Eitan Cabel             |
| Zionistische Union (24)        | Manuel Trajtenberg      |
| Zionistische Union (24)        | Erel Margalit           |
| Zionistische Union (24)        | Mickey Rosenthal        |
| Zionistische Union (24)        | Revital Swid            |
| Zionistische Union (24)        | Danny Atar              |
| Zionistische Union (24)        | Yoel Hasson             |
| Zionistische Union (24)        | Zouheir Bahloul         |
| Zionistische Union (24)        | Eitan Broshi            |
| Zionistische Union (24)        | Michal Biran            |
| Zionistische Union (24)        | Nachman Shai            |
| Zionistische Union (24)        | Ksenia Svetlova         |
| Zionistische Union (24)        | Ayelet Nahmias-Verbin   |
| Zionistische Union (24)        | Yossi Yona              |
| Zionistische Union (24)        | Eyal Ben-Reuven         |
| Vereinte Liste (13)            | Ayman Odeh              |
| Vereinte Liste (13)            | Masud Ghnaim            |
| Vereinte Liste (13)            | Jamal Zahalka           |
| Vereinte Liste (13)            | Ahmad Tibi              |
| Vereinte Liste (13)            | Aida Touma-Suleiman     |
| Vereinte Liste (13)            | Abd al-Hakim Hajj Yahya |
| Vereinte Liste (13)            | Hanin Soabi             |
| Vereinte Liste (13)            | Dov Khenin              |
| Vereinte Liste (13)            | Taleb Abu Arar          |
| Vereinte Liste (13)            | Basel Ghattas           |
| Vereinte Liste (13)            | Yousef Jabareen         |
| Vereinte Liste (13)            | Osama Saadi             |
| Vereinte Liste (13)            | Abdullah Abu Ma'aruf    |
| Jesch Atid (11)                | Yair Lapid              |
| Jesch Atid (11)                | Schai Mosche Piron      |
| Jesch Atid (11)                | Ja’el German            |
| Jesch Atid (11)                | Meir Cohen              |
| Jesch Atid (11)                | Ja’akov Peri            |
| Jesch Atid (11)                | Ofer Shelah             |
| Jesch Atid (11)                | Haim Yellin             |
| Jesch Atid (11)                | Yoel Razvozov           |
| Jesch Atid (11)                | Karin Elharar           |
| Jesch Atid (11)                | Aliza Lavie             |
| Jesch Atid (11)                | Mickey Lewi             |
| Kulanu (10)                    | Mosche Kachlon          |
| Kulanu (10)                    | Joaw Galant             |
| Kulanu (10)                    | Eli Alaluf              |
| Kulanu (10)                    | Michael Oren            |
| Kulanu (10)                    | Rachel Azaria           |
| Kulanu (10)                    | Tali Ploskov            |
| Kulanu (10)                    | Yifat Sasha-Biton       |
| Kulanu (10)                    | Eli Cohen               |
| Kulanu (10)                    | Roy Folkman             |
| Kulanu (10)                    | Meirav Ben-Ari          |
| HaBajit haJehudi (8)           | Naftali Bennett         |
| HaBajit haJehudi (8)           | Uri Ariel               |
| HaBajit haJehudi (8)           | Ajelet Schaked          |
| HaBajit haJehudi (8)           | Eli Ben-Dahan           |
| HaBajit haJehudi (8)           | Nissan Slomiansky       |
| HaBajit haJehudi (8)           | Yinon Magal             |
| HaBajit haJehudi (8)           | Moti Yogev              |
| HaBajit haJehudi (8)           | Bezalel Smotrich        |
| Schas (7)                      | Arje Deri               |
| Schas (7)                      | Jitzchak Kohen          |
| Schas (7)                      | Meschulam Nahari        |
| Schas (7)                      | Jakob Margi             |
| Schas (7)                      | David Azulai            |
| Schas (7)                      | Yoav Ben-Tzur           |
| Schas (7)                      | Jitzchak Waknin         |
| Jisra'el Beitenu (6)           | Avigdor Lieberman       |
| Jisra'el Beitenu (6)           | Orly Levy               |
| Jisra'el Beitenu (6)           | Sofa Landver            |
| Jisra'el Beitenu (6)           | Sharon Gal              |
| Jisra'el Beitenu (6)           | Hamad Amar              |
| Jisra'el Beitenu (6)           | Robert Ilatov           |
| Vereinigtes Thora-Judentum (6) | Yaakov Litzman          |
| Vereinigtes Thora-Judentum (6) | Mosche Gafni            |
| Vereinigtes Thora-Judentum (6) | Meir Porusch            |
| Vereinigtes Thora-Judentum (6) | Uri Maklev              |
| Vereinigtes Thora-Judentum (6) | Eliezer Moses           |
| Vereinigtes Thora-Judentum (6) | Yisrael Eichler         |
| Meretz (5)                     | Zehava Gal-On           |
| Meretz (5)                     | Ilan Gilon              |
| Meretz (5)                     | Issawi Frej             |
| Meretz (5)                     | Michal Rozin            |
| Meretz (5)                     | Tamar Zandberg          |

### Nachrücker
| Datum         | Nachrücker    | Partei           | Ausscheidender Abgeordneter | Bemerkungen                                                         |
| ------------- | ------------- | ---------------- | --------------------------- | ------------------------------------------------------------------- |
| –             | Robert Ilatov | Jisra’el Beitenu | Ilan Shohat                 | Shohat gab seinen Sitz ab, bevor er in der Knesset vereidigt wurde. |
| 14. März 2018 | Yinon Azulai  | Schas            | David Azulai                |                                                                     |